# Isidor von Sevilla

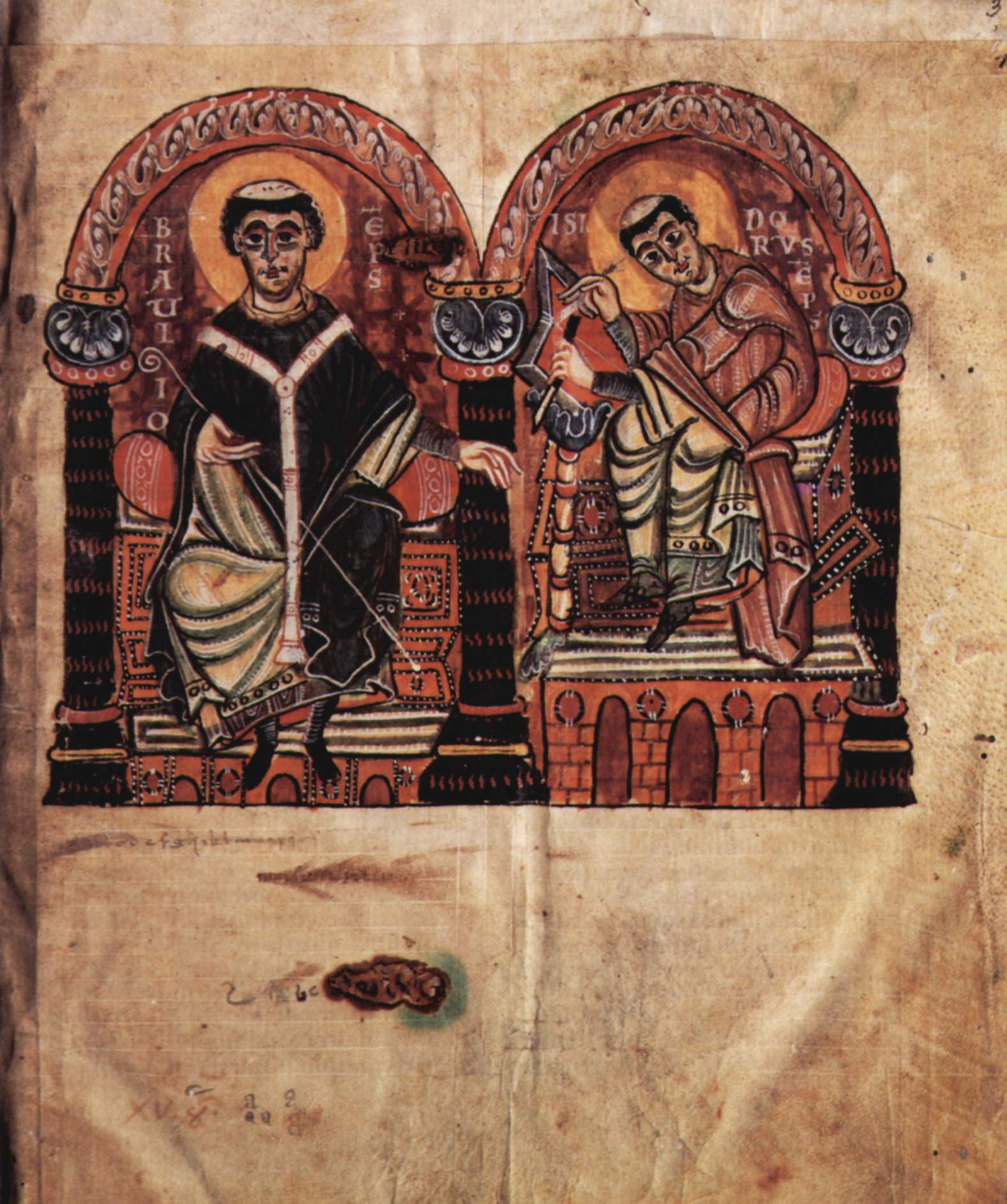
Aus Isidors Etymologiae: Bischof Braulio und Isidor von Sevilla, Buchmalerei des 10. Jahrhunderts, Kloster Einsiedeln

Isidor von Sevilla (lateinisch Isidorus Hispalensis; * um 560 in Carthago Nova (Cartagena), Spanien; † 4. April 636 in Sevilla) war Nachfolger seines Bruders Leander im Amt des Bischofs von Sevilla und wird auch als Heiliger Isidor bezeichnet. In seiner Enzyklopädie Etymologiarum sive originum libri XX kompilierte er das im Westen des Mittelmeerraums um 600 noch vorhandene Wissen der Antike (→Bücherverluste in der Spätantike), verband es mit der Patristik und machte es seiner Zeit verfügbar. Isidor gehörte zu den meistgelesenen Autoren des Mittelalters. Er schuf Grundlagen der mozarabischen Liturgie.

## Leben
Isidor von Sevilla stammte aus einer Familie der romanisierten Oberschicht und lebte in einer Zeit, in der Oströmer und Westgoten um die Kontrolle Südspaniens rangen. Von 600 bis 636 war er Erzbischof von Sevilla (Hispalis). Im Jahre 619 präsidierte er eine Synode unter dem westgotischen König Sisebut (dem er auch seine Etymologiae widmete), 633 hatte er den Vorsitz beim 4. Reichskonzil zu Toledo unter König Sisenand.
Isidor von Sevilla war einer der bedeutendsten Schriftsteller und Gelehrten des Frühmittelalters und kann zugleich auch zu den letzten Autoren der Spätantike gezählt werden, weil er das noch verfügbare antike Wissen sammelte und ordnete. Das hispanische Westgotenreich war zu seiner Zeit von der Vermischung römischer und germanischer Kultur geprägt. Teile der Iberischen Halbinsel – unter anderem Isidors Geburtsstadt Cartagena – befanden sich zudem nach der Mitte des 6. Jahrhunderts zeitweilig unter der Kontrolle des oströmischen Kaisers, wodurch der Zugang zu antiken Werken erleichtert wurde.

## Werke
Isidor verfasste als „markanter Schlussstein der lateinischen Antike“ seine Schriften auf Latein. Er befasste sich mit sehr unterschiedlichen Wissensgebieten wie etwa der Medizin und hinterließ eine große Anzahl von Werken.

### Erhaltene Werke

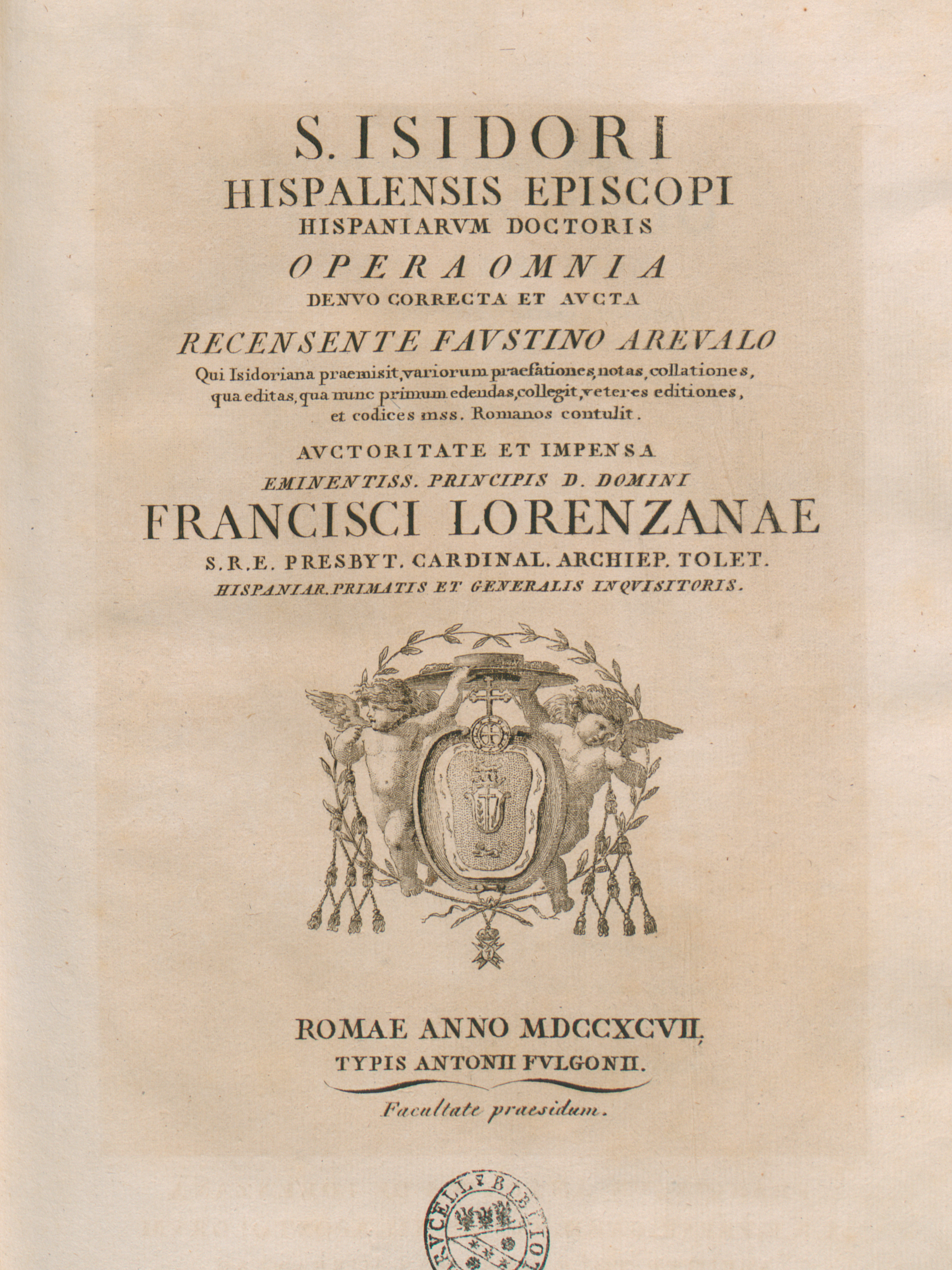
Gesamtausgabe der Werke, 1797

- Allegoriae quaedam Sanctae Scripturae (= De nominibus legis et evangelii)
- Chronica maiora. In: Theodor Mommsen (Hrsg.): Auctores antiquissimi 11: Chronica minora saec. IV. V. VI. VII. (II). Berlin 1894, S. 391–481 (Monumenta Germaniae Historica, Digitalisat)
- De ecclesiasticis officiis
- De fide catholica contra Iudaeos
- De natura rerum (knappe Darstellung von Naturereignissen)
- De ortu et obitu patrum (biographisches Material zu ausgesuchten biblischen Personen)
- De viris illustribus  („Über berühmte Männer“, kurzes biographisches und hagiographisches Material über nordafrikanische und hispanische Schriftsteller des 6./7. Jahrhunderts)
- De summo bono. Ulrich Zell, Köln um 1470, nicht nach 1472 (Digitalisat)
- De summo bono. Johann Landen, Köln um 1496 Digitalisat
- Liber differentiarum (= De differentiis verborum)
- Etymologiarum libri viginti[4]
- Liber numerorum
- Historia (de regibus) Gothorum, Vandalorum, Suevorum. In: Theodor Mommsen (Hrsg.): Auctores antiquissimi 11: Chronica minora saec. IV. V. VI. VII. (II). Berlin 1894, S. 241–390 (Monumenta Germaniae Historica, Digitalisat)
- In libros Veteris ac Novi Testamenti prooemia
- Opera selecta – MS-B-153. Kreuzherrenkonvent, Marienfrede um 1470 (Digitalisat)
- Regula monachorum (Mönchsregeln)
- Sententiarum libri tres (Zusammenfassung der gesamten Dogmatik und Moral)

In Fragmenten:
- Synonyma (Beklagen des menschlichen Elends durch eine sündige Seele mit synonymen Ausdrücken)

### Werkausgaben
- Jacques-Paul Migne (Hrsg.): Opera Omnia Sancti Isidori Hispalensis Episcopi. In: Patrologia Latina. Band 83. Paris 1850.

### Etymologiae

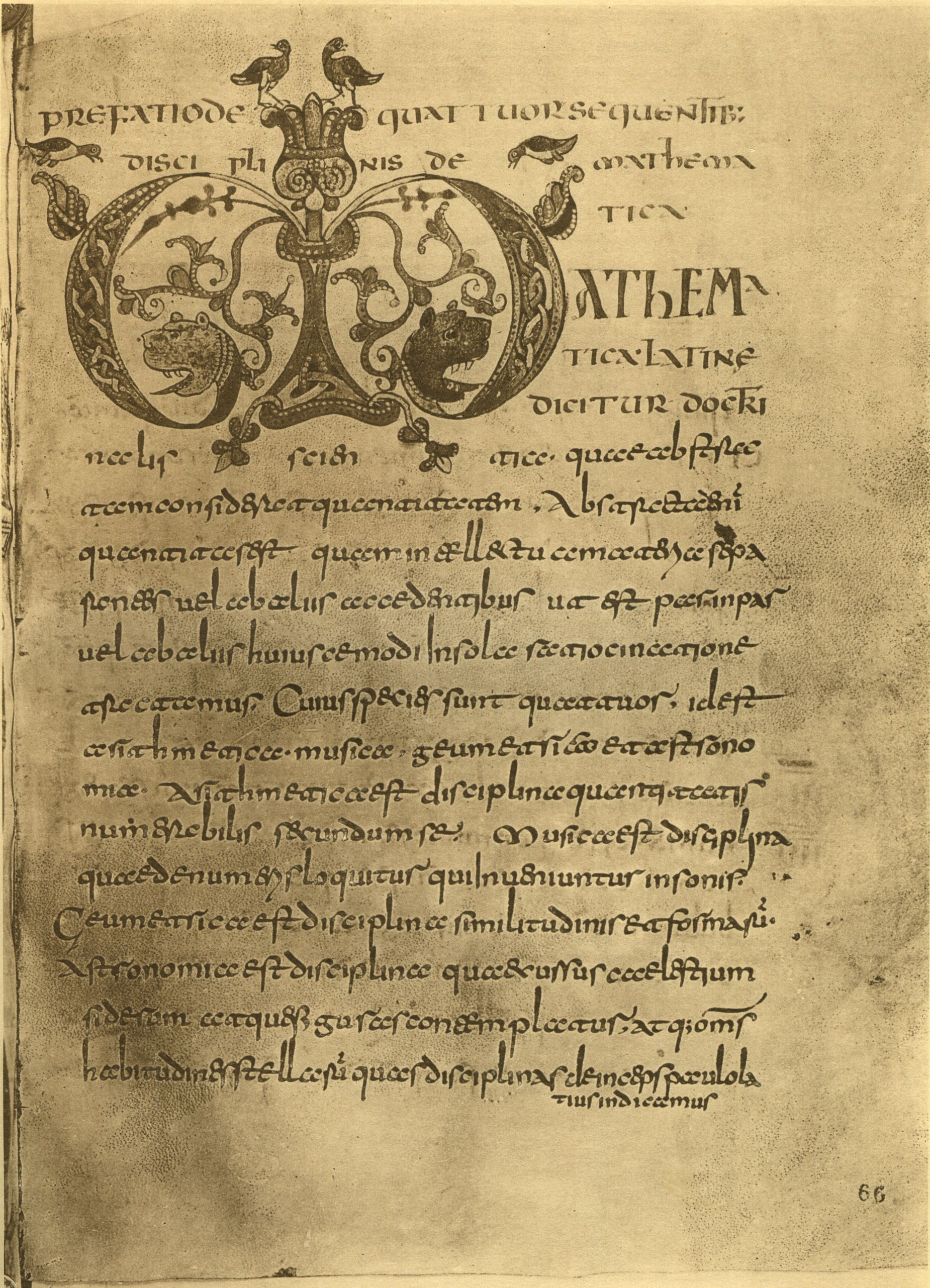
Isidors Etymologiae in der Handschrift Vercelli, Biblioteca capitolare, CCII, fol. 66r (9. Jahrhundert)

Besonders bekannt ist Isidors 20 Bücher umfassende Enzyklopädie Etymologiarum sive originum libri XX (kurz: Etymologiae). König Sisebut, dem sie in der Vorrede gewidmet ist, starb bereits 621, doch war das Werk fünfzehn Jahre später, als Isidor starb, noch unvollendet und wurde erst von seinem Schüler Braulio geordnet und veröffentlicht. Mit diesem Werk prägte Isidor das Wissen seiner Epoche bis in die Frühe Neuzeit hinein; besonders wirksam waren die ersten drei Bücher, die das literarische Trivium (Grammatik, Rhetorik, Dialektik) und das mathematische Quadrivium (Arithmetik, Geometrie, Astronomie und Musik) abhandelten. Dergestalt legte Isidor das Fundament für jede höhere Bildung im Mittelalter. Andere seiner Wiederentdeckungen wie die antike Atomtheorie fanden zunächst keine Beachtung.
Isidors kosmographischen Ausführungen in den Kapiteln 3–6 und in dem Kapitel 8 über die Berge des XIV. Buches; im XIII. Buch die Kapitel über Ozeane, Meere, Meerbusen und sonstiges über Gewässer und im XV. Buch über die Städte, übten einen nachhaltigen Einfluss auf die mittelalterliche Kartographie aus. Seinen geographischen Angaben stehen im XIV. Buch dann Ausführungen über die Kreisförmigkeit der Erde und deren T-förmige Einteilung voran. Die Interpretation dieser Sätze ist umstritten: Die einen meinen, er habe die Erde für eine Scheibe gehalten, die anderen halten dagegen, dass er mit dem „Kreisförmigen“ nur den bewohnten Teil der Erde gemeint habe.
Das eigenständige Kapitel De Medicina, bezeichnet Philosophie und Heilkunde (secunda philosophia) als den ganzen Menschen umfassende Disziplinen. In diesem Kapitel geht Isidor auf die Geschichte und ausführlich die Aufgaben der Medizin ein. Zu ihrer Ausübung müsse der Arzt in allen Fächern des Triviums und Quadriviums ausgebildet sein, auch wenn die Medizin selbst nicht zu den Artes liberales zählt.

### Geschichtswerke
Isidor verfasste zwei Geschichtswerke: eine Weltchronik bis in das Jahr 615 und eine Geschichte der Goten (Historia Gothorum), speziell des Westgotenreichs, dessen Untertan er war. In der Forschung wurde vermutet, dass er sich für seine Gotengeschichte eventuell eng an die verlorene historiola des Maximus von Saragossa angelehnt hat, doch kann dies letztlich nicht bewiesen werden. Sicherlich hat sich Isidor auch auf zahlreiche weitere spätantike Chroniken gestützt (so auf Eusebius von Caesarea, Hydatius von Aquae Flaviae, Johannes von Biclaro u. a.). In diesem Zusammenhang war Isidor darum bemüht, das Westgotenreich und den katholischen Glauben in seinem Geschichtsbild zu harmonisieren.

### Wirkung

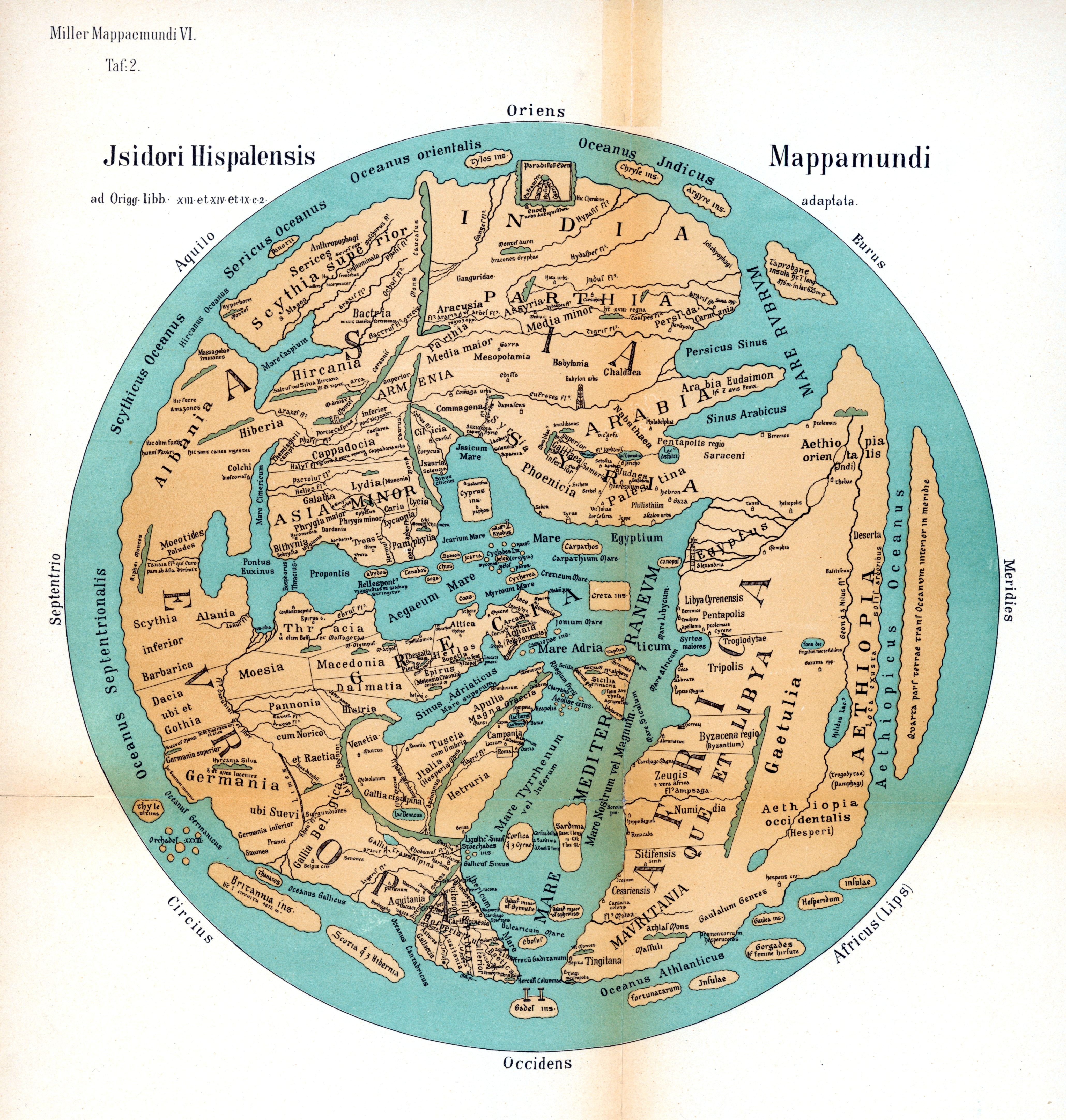
Isidors Weltsicht als mappa mundi, rekonstruiert von Konrad Miller nach den geographischen Ausführungen in den Etymologiae

Isidors Schriften wurden im Mittelalter von Mönchen eifrig kopiert. Manche Aussagen antiker Autoren sind nur noch durch seine Zitate bekannt. Sein Werk hatte einen enormen Einfluss auf die nachfolgenden Generationen, sowohl durch seine Bibelexegese als auch wegen seiner Vermittlung antiken Wissens an die Welt des Mittelalters. Seine Schriften wurden schon bald in andere Sprachen übersetzt und fanden weite Verbreitung. Ein Teil der Schriften Isidors wurde ins Althochdeutsche übersetzt. Das Korpus dieser Schriften wird oft abgekürzt „Isidor“ genannt (siehe hierzu auch Mondseer Fragmente).
Seine Berichte über das westgotische Reich begründeten den Mythos von der Überlegenheit der Goten und legitimierten später die Reconquista. Auch den starken Antisemitismus der Westgoten nach ihrem Übertritt zum katholischen Glauben hat Isidor mit zu verantworten. Seine Voraussage einer bedeutenden Rolle Spaniens im Weltgeschehen wurden wichtig für das spätere spanische Selbstverständnis.
Von höchster allgemeiner Bedeutung für die Konstruktion von Wirklichkeiten in den nächsten 1000 Jahren wurde seine „Erfindung“ eines universell anwendbaren Verfahrens der Welterklärung mittels Wahrheitsfindung durch Sprache, das er Etymologie nannte. Er verstand Etymologie anders als die heutige Sprachwissenschaft. Isidors Etymologie-Verfahren, das seinem Hauptwerk den Titel gab, lässt sich verkürzt so paraphrasieren: „Wenn Du in einem Wort etwas Wahres über das mit dem Wort bezeichnete Objekt erkennen willst, dann überprüfe den Ursprung des Objekts, oder seine Wirkung oder das Gegenteil davon darauf, ob Du sprachliche und/oder sachliche/inhaltliche Ähnlichkeiten zwischen Wort und Sache findest.“ Eine auf diese Weise „etymologisch“ gewonnene Wesenserkenntnis eines Begriffes gilt als tiefgründiger, als im Vergleich zu anders (philosophisch, naturwissenschaftlich) gewonnenen Erkenntnissen.

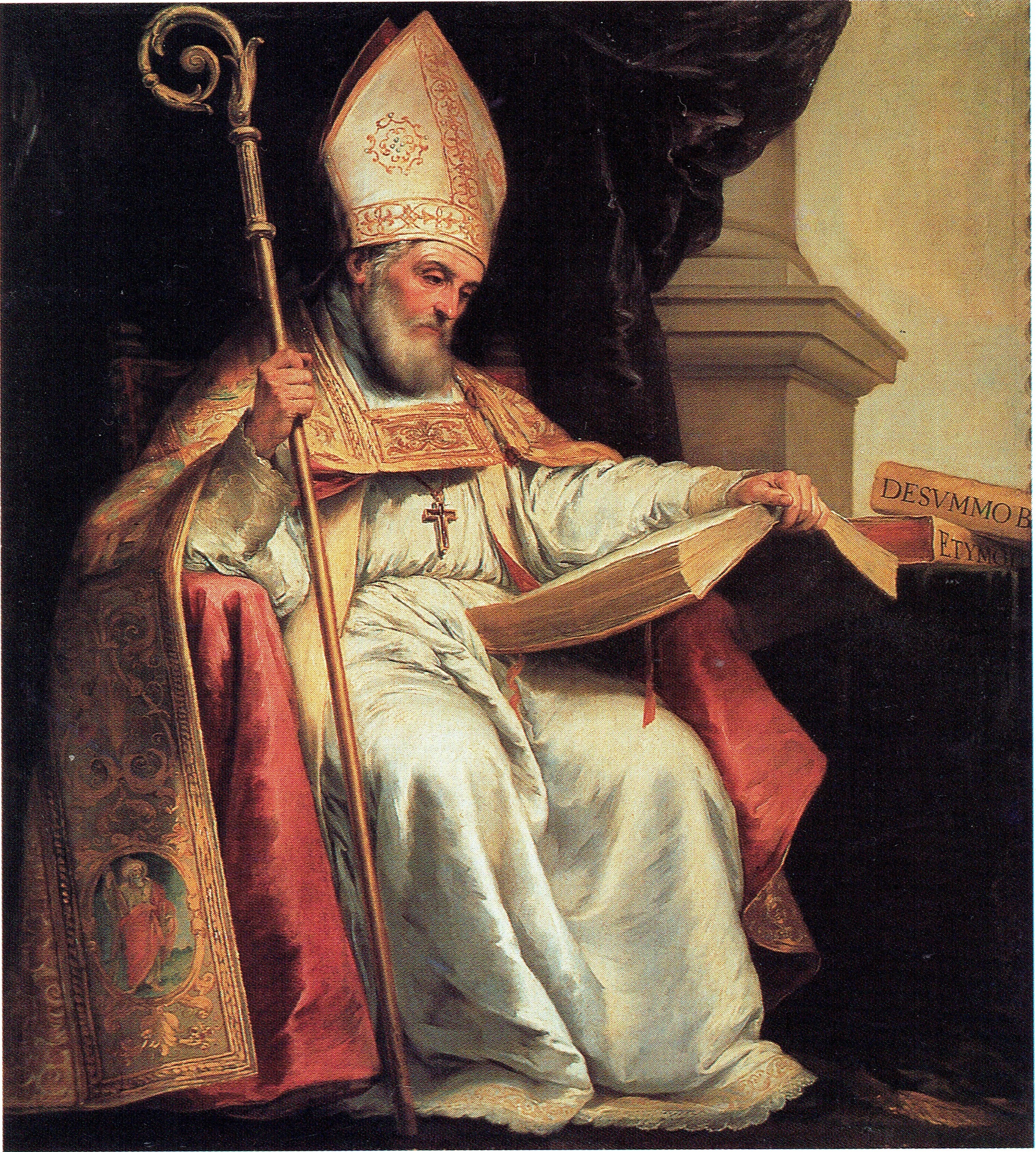
Bartolomé Esteban Murillo: Isidor von Sevilla, Phantasiebild des 17. Jahrhunderts

## Gedenktag und Würdigung
Isidor gilt als der letzte Kirchenvater des Westens, mit seinem Tod endet nach der vorherrschenden traditionellen Auffassung die Epoche der Patristik.
Isidor von Sevilla ist auf dem Stadtwappen Sevillas abgebildet. Der Mondkrater Isidorus ist nach diesem Kirchenvater benannt.
Der Leichnam des Heiligen befindet sich seit dem 11. Jahrhundert in der Basilika San Isidoro in León.

## Kult
Er wurde 1722 zum Doktor der Kirche erklärt. Sein Gedenktag ist innerhalb der Katholischen Kirche der 4. April (nichtgebotener Gedenktag im Allgemeinen Römischen Kalender). Isidor von Sevilla gilt als Schutzpatron des Internets. 2001 wurde der Isidor-Award gestiftet, mit dem in den Jahren 2002 und 2003 Shareware-Programme ausgezeichnet wurden.

## Gefälschte Werke
Es gibt umfangreiche Fälschungen aus dem 9. Jahrhundert, die unter dem Namen Isidors in Umlauf gebracht wurden. Diese Fälschungen hatten eine enorme Wirkungsgeschichte. Es gibt begründete Vermutungen über die Verfasserschaft, aber keinen letzten Beweis. Diese Werke tragen heute den künstlichen Namen Pseudoisidor als Verfasser.